# 黄冠捷 (射击运动员)
黄冠捷（英語：Johnathan Wong；1992年8月23日—）是马来西亚射击运动员。2016年，他代表馬來西亞参加夏季奥运会男子10米气手枪比赛。2017年，於东南亚运动会中，在10米气手枪比赛中获得金牌，在50米手枪比赛中获得银牌。他就讀於马来西亚博特拉大学航空太空工程系。

## 外部連結
- 黄冠捷 (射击运动员)在ISSF（英语）
- 黄冠捷 (射击运动员)在Olympedia（英语）